# 61-я пехотная дивизия (Российская империя)
61-я пехотная дивизия — пехотное соединение в составе Русской императорской армии.

## История дивизии

### 1-е формирование
После начала русско-японской войны сформирована из 61-й пехотной резервной бригады в составе:
- 1-я бригада:
  - 241-й пехотный Орский полк
  - 242-й пехотный Белебеевский полк
- 2-я бригада:
  - 243-й пехотный Златоустовский полк
  - 244-й пехотный Борисовский полк

В сентябре 1904 года дивизия выдвинулась из пунктов формирования на театр военных действий. В октябре 1904 года прибыла в Маньчжурию. С 20 октября 1904 года — в составе 5-го Сибирского армейского корпуса.
В июне 1906 года управление дивизии и бригад расформировано, полки дивизии переформированы обратно в резервные батальоны.

### 2-е формирование
Сформирована в июле 1914 года из кадра 10-й пехотной дивизии. 06.08.1914 вошла в состав 17-го армейского корпуса 9-й армии Северо-Западного фронта.

Слабый кадр, большое количество тактически неграмотных офицеров, почти исключительно прапорщиков запаса, «хозяйственные» офицеры с их типичными свойствами — вместо людей опытных и умеющих разбираться в любой обстановке — во главе полков; неподобранный штаб с никуда негодным начальником в качестве руководителя; старики запасные, не обладающие упорством в бою, склонные к панике, оглядывающиеся постоянно назад на брошенные семьи; разнообразные материальные недостатки; недоверчивое отношение со стороны властей и соседей ко второочередным дивизиям, в соединении с невысказанными отчётливо требованиями сверху, чтобы дивизии эти не уступали первоочерёдным, ибо выдвинули их наравне с последними в первую линию фронта, — вот те условия, в обстановке которых после мобилизации требовалось уже 28 (15) августа вести дивизию в бой с обученным противником, хорошо организованным и отлично снабжённым техникой, вести сейчас же после выгрузки из вагонов, только на поле боя узнавая своего главного помощника, командира бригады, и два бригадных полка, вести в обстановке так странно организованного штабом XVII корпуса манёвра, что дивизия, прикрытая утром двумя дивизиями (первоочерёдными) пехоты и дивизией кавалерии, к середине дня очутились уже не в третьей, а в первой боевой линии, будучи атакована превосходными силами тирольского корпуса с флангов и тыла.— П. Симанский

61-я пехотная дивизия, которой почти всю войну прокомандовал генерал Симанский, понесла тяжкое поражение в самом начале, в Томашевском сражении. Дух славных полков 10-й пехотной дивизии помог преодолеть эту неудачу. Остальную войну ей не выпадали выигрышные роли: тяжёлые бои в карпатских предгорьях, Горлица, румынское похмелье в Добрудже…— А. А. Керсновский. История Русской армии
61-я артиллерийская бригада сформирована в июле 1914 года по мобилизации в Нижнем Новгороде из кадра, выделенного 10-й артиллерийской бригадой.
Участие в боевых действиях.
Сражалась в Галицийской битве 1914 г. Дивизия – участница Люблин-Холмского сражения 9 – 22 июля 1915 г.

## Состав дивизии
- 1-я бригада
  - 241-й пехотный Седлецкий полк
  - 242-й пехотный Луковский полк
- 2-я бригада
  - 243-й пехотный Холмский полк
  - 244-й пехотный Красноставский полк
- 61-я артиллерийская бригада

## Знаки различия

### Офицеры
| Описание     | Знаки различия по состоянию 1904-1906 гг. | Знаки различия по состоянию 1904-1906 гг. | Знаки различия по состоянию 1904-1906 гг. | Знаки различия по состоянию 1904-1906 гг. | Знаки различия по состоянию 1904-1906 гг. | Знаки различия по состоянию 1904-1906 гг. | Знаки различия по состоянию 1904-1906 гг. |
| погоны       |                                           |                                           |                                           |                                           |                                           |                                           |                                           |
| ------------ | ----------------------------------------- | ----------------------------------------- | ----------------------------------------- | ----------------------------------------- | ----------------------------------------- | ----------------------------------------- | ----------------------------------------- |
| Классный чин | полковник                                 | подполковник                              | Капитан                                   | штабс-капитан                             | поручик                                   | подпоручик                                | прапорщик                                 |
| Группа       | штаб-офицеры                              | штаб-офицеры                              | штаб-офицеры                              | обер-офицеры                              | обер-офицеры                              | обер-офицеры                              | обер-офицеры                              |

### Унтер-офицеры и рядовые
| Воинское звание | Зауряд-прапорщик (произведённый из фельдфебелей) | Фельдфебель   | Старший унтер-офицер | Младший унтер-офицер | Ефрейтор | Рядовой |
| Группа          | Унтер-офицеры                                    | Унтер-офицеры | Унтер-офицеры        | Унтер-офицеры        | Рядовые  | Рядовые |

## Командование дивизии
(Командующий в дореволюционной терминологии означал временно исполняющего обязанности начальника или командира).

### Первого формирования

#### Начальники дивизии
- 01.06.1904-03.03.1906 — генерал-майор Подвальнюк, Николай Иванович

#### Начальники штаба дивизии
- 24.08.1905-25.10.1905 — и. д. подполковник Жуков, Сергей Васильевич

#### Командиры 1-й бригады
- 1.06.1904-14.03.1906 — полковник (затем генерал-майор) Пряслов, Михаил Андреевич

#### Командиры 2-й бригады
- 01.06.1904-03.12.1904 — генерал-майор Ставрович, Николай Григорьевич
- 09.03.1905-06.07.1905 — генерал-майор Апухтин, Александр Николаевич
- 06.07.1905-19.10.1906 — генерал-майор Воробьёв, Николай Михайлович

### Второго формирования

#### Начальники дивизии
- 19.07.1914 — 07.07.1917 — командующий генерал-майор Симанский, Пантелеймон Николаевич
- 07.07.1917 — 23.07.1917 — командующий генерал-майор Пожарский, Иосиф Фомич
- 23.07.1917 — xx.xx.xxxx — командующий генерал-майор Корольков, Фёдор Иванович

#### Начальники штаба дивизии
- xx.08.1914 — 01.05.1915 — и. д. полковник Златолинский, Владимир Александрович
- 01.05.1915 — 11.06.1915 — и. д. подполковник Антонович, Александр Трифонович
- 11.06.1915 — 26.07.1915 — полковник Кавтарадзев, Александр Иванович
- 16.08.1915 — 29.02.1916 — и. д. капитан (с 06.12.1915 подполковник) Соколов, Николай Николаевич
- 29.02.1916 — после 15.08.1917 — и. д. подполковник (с 15.08.1917 полковник) Радзинь, Пётр Карлович

#### Командиры бригады
- 29.07.1914 — 20.10.1914 — генерал-майор Орлов, Александр Васильевич
- 22.10.1914 — 24.10.1915 — генерал-майор Федяй, Леонид Васильевич
- 17.12.1915 — 15.04.1917 — генерал-майор Медер, Александр Арнольдович
- 20.04.1917 — xx.xx.xxxx — генерал-майор Каролинский, Клеоник Иванович

#### Командиры 61-й артиллерийской бригады
- 25.07.1914 — 06.09.1915[3] — командующий полковник Шрейдер, Павел Дмитриевич
- 17.12.1915 — 25.08.1917 — генерал-майор Жерве, Константин Всеволодович
- 18.09.1917 — xx.xx.xxxx — командующий полковник Поляков, Александр Иванович